# Zhangjiachuan (köping)
Zhangjiachuan (kinesiska: 张家川) är en köping i nordvästra Kina. Den ligger i häradet  med samma namn i staden Tianshui i provinsen Gansu, omkring 250 kilometer sydost om provinshuvudstaden Lanzhou. 